# Thornton-Cleveleys
Thornton-Cleveleys är en unparished area i Storbritannien. Det ligger i grevskapet Lancashire och riksdelen England, i den centrala delen av landet, 300 km nordväst om huvudstaden London. Thornton-Cleveleys ligger 7 meter över havet och antalet invånare är 31 157.
Terrängen runt Thornton-Cleveleys är mycket platt. Havet är nära Thornton-Cleveleys västerut.Runt Thornton-Cleveleys är det tätbefolkat, med 369 invånare per kvadratkilometer. Närmaste större samhälle är Blackpool, 6,6 km söder om Thornton-Cleveleys. Trakten runt Thornton-Cleveleys består i huvudsak av gräsmarker.